# چاقوی گوجه‌فرنگی

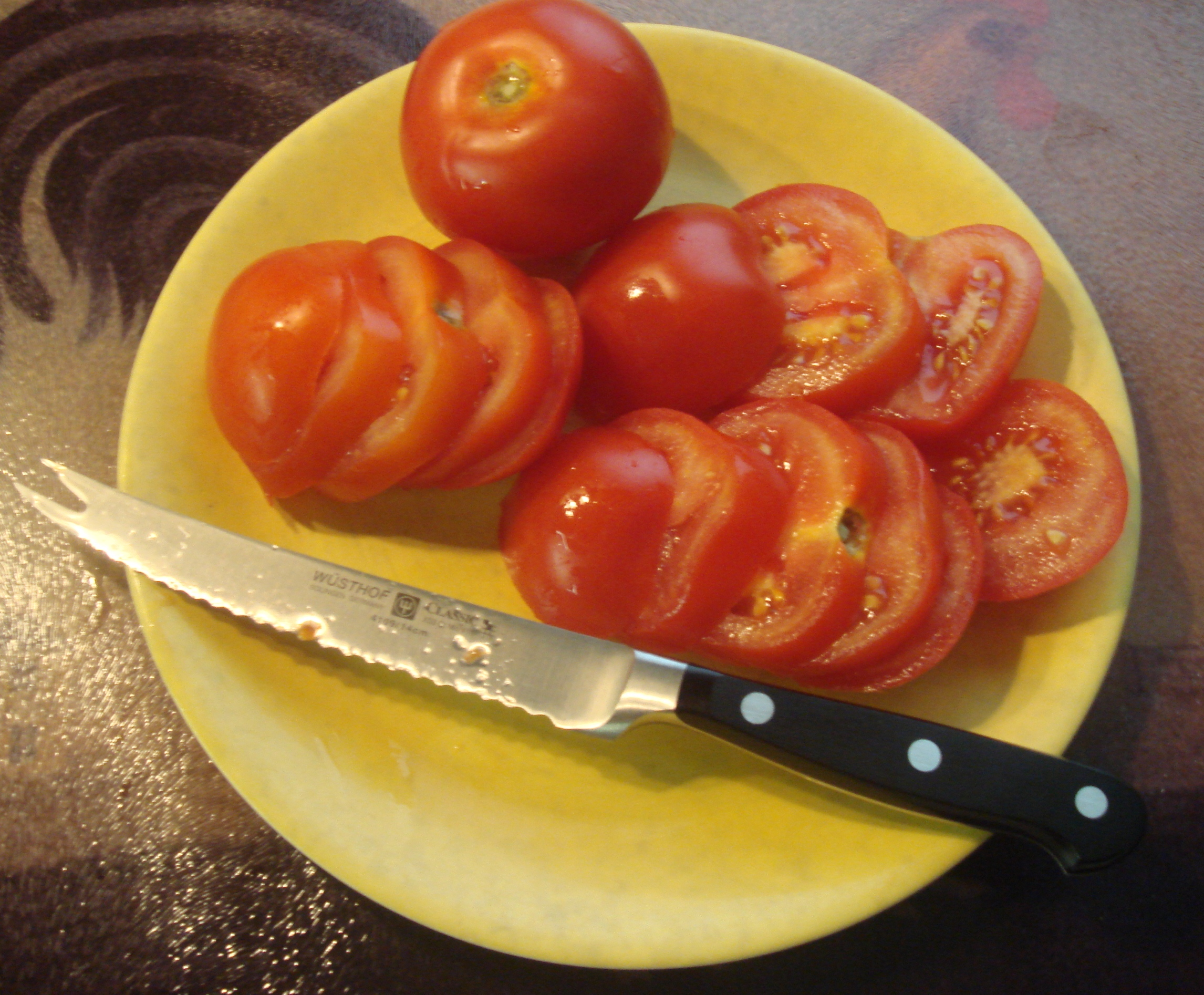
چاقوی گوجه‌فرنگی واستهوف به همراه گوجه‌فرنگی

چاقوی گوجه فرنگی یک چاقوی آشپزخانه دندانه دار کوچک است که برای برش دادن گوجه فرنگی طراحی شده است. لبه دندانه دار به چاقو اجازه می‌دهد تا به سرعت و با حداقل فشار بدون له شدن گوشت گوجه‌فرنگی به پوست آن نفوذ کند. بسیاری از چاقوهای گوجه‌فرنگی دارای نوک‌های چنگالی هستند که به کاربر اجازه می‌دهد تکه‌های گوجه‌فرنگی را پس از برش بلند کرده و حرکت دهد.

برای بریدن گوجه فرنگی نیازی به دندانه نیست. یک تیغه و تیز کاری است. دندانه‌ها به چاقو اجازه می‌دهد گوجه‌فرنگی و سایر غذاها را حتی زمانی که کند هستند نیز برش دهد: بیشتر برش‌ها در خود دندانه‌ها انجام می‌شود. برخی از چاقوها دارای دندانه‌هایی در هر دو طرف هستند که امکان برش آسان را برای کاربران چپ دست و راست دست فراهم می‌کند. چاقوهای نان و برخی از چاقوهای استیک به‌طور مشابه دندانه دار هستند.

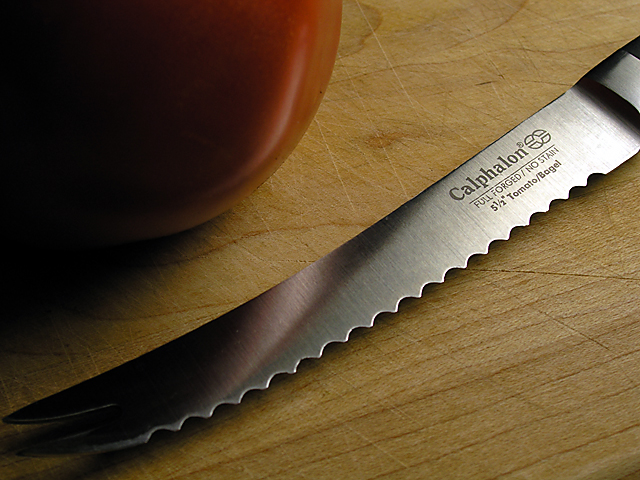
چاقوی گوجه‌فرنگی/نان شیرینی کالفالون
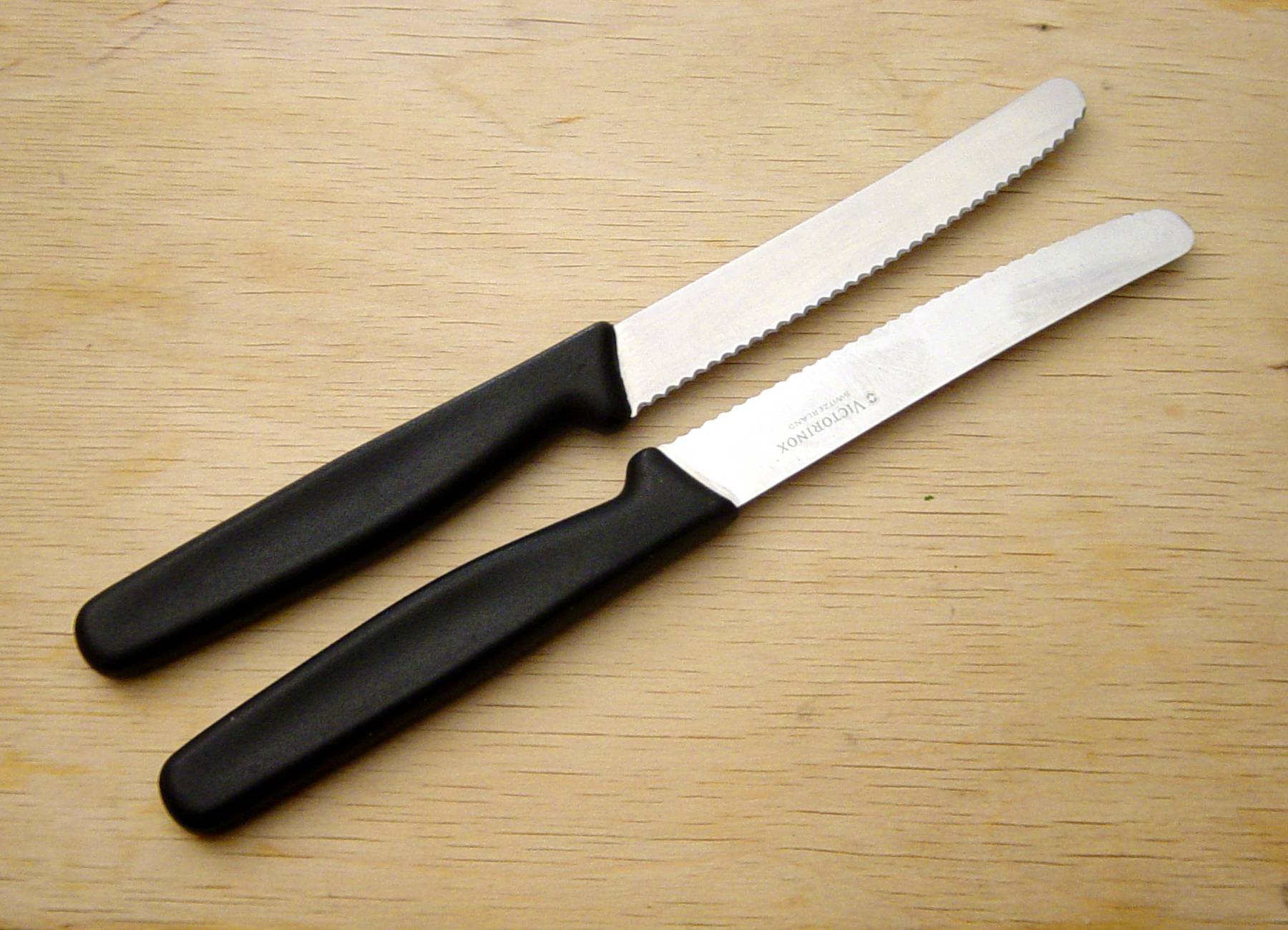
چاقوی گوجه‌فرنگی ویکتورینوکس
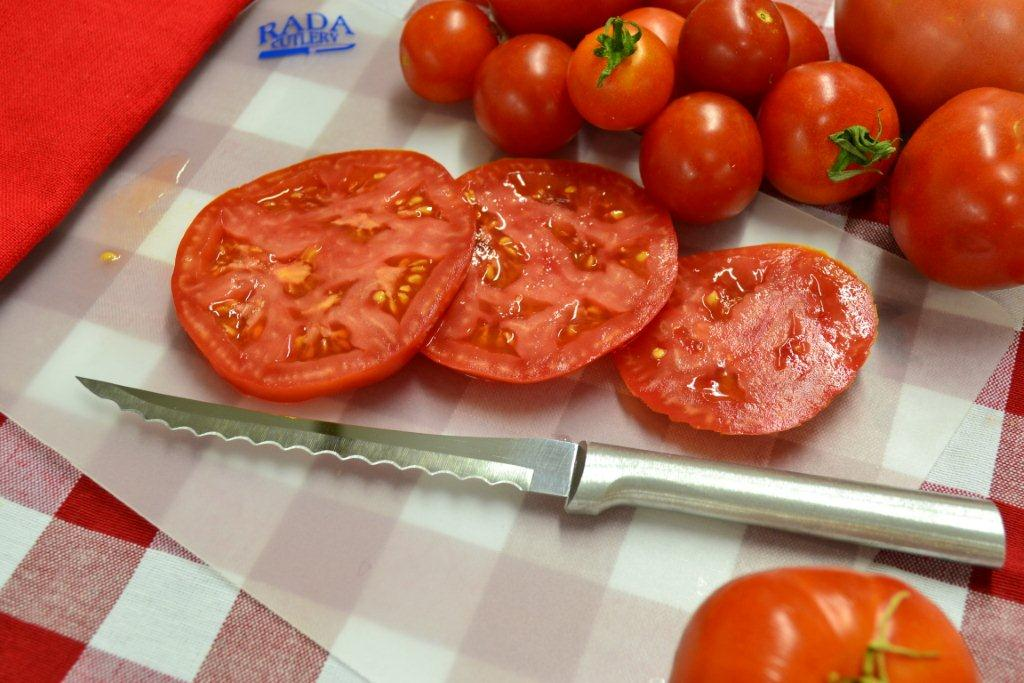
چاقوی گوجه‌فرنگی ( دندانه دار )